# Aeroportul Vijayawada
Aeroportul Vijayawada (IATA: VGA, ICAO: VOBZ) este un aeroport din Gannavaram mandal⁠(d), Krishna district⁠(d), Andhra Pradesh, India ce deservește zona Vijayawada. Aeroportul a fost tranzitat în decembrie 2022 de 85.924 de pasageri. A fost numit după zona deservită.
Situat la o altitudine de 25 m, aeroportul dispune de o singură pistă. Este operat de Airports Authority of India⁠(d).